# Liabum
Genre
Liabum est un genre de plantes à fleurs dicotylédones de la famille des Asteraceae, de la sous-famille des Cichorioideae, originaire des régions tropicales d'Amérique, du Mexique à l'Argentine, qui comprend environ 35 espèces acceptées.
Ce sont des plantes herbacées vivaces, des arbrisseaux ou des arbustes, rarement des arbustes grimpants ou de petits arbres. Les feuilles, opposées, présentent trois nervures. Les capitules sont radiés et hétérogames, avec des fleurons ligulés pistillés et des fleurons tubulaires bisexués, ayant tous une corolle jaune.

## Taxinomie

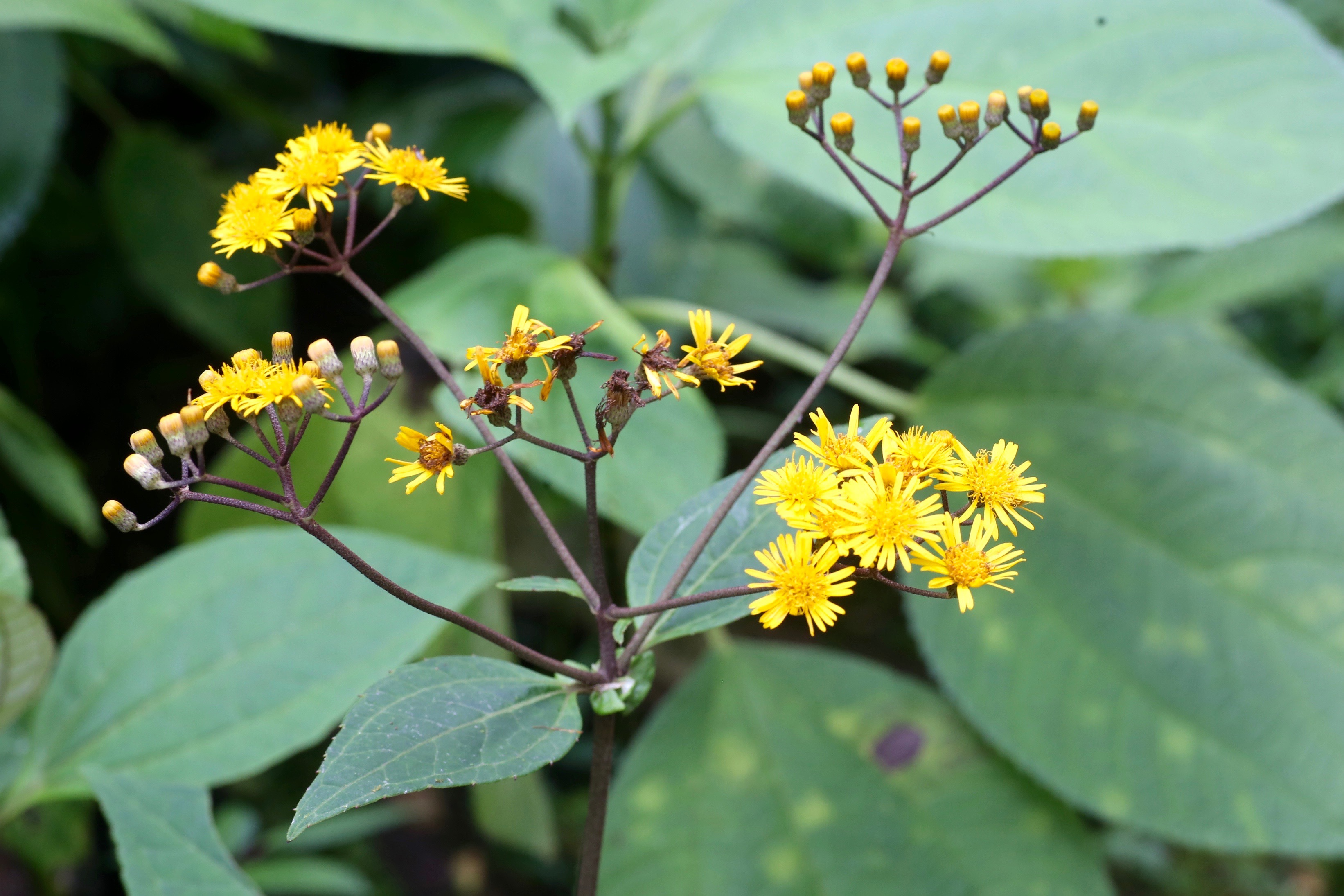
Liabum amplexicaule.

### Synonymes
Selon World Register of Marine Species (25 octobre 2020)
- Allendea La Llave & Lex.
- Allendea La Llave
- Andromachia Humb. & Bonpl.
- Starkea Willd.
- Viviania Willd. ex Less.

### Liste d'espèces
Selon Plants of the World online (POWO) (25 octobre 2020) :
- Liabum acuminatum Rusby
- Liabum amplexicaule Poepp. & Endl.
- Liabum asclepiadeum Sch.Bip.
- Liabum barahonense Urb.
- Liabum barclayae H.Rob.
- Liabum bourgeaui Hieron.
- Liabum crispum Sch.Bip.
- Liabum cubense Sch.Bip.
- Liabum dillonii D.G.Gut. & Katinas
- Liabum eggersii Hieron.
- Liabum eriocaulon Poepp. & Endl.
- Liabum falcatum Rusby
- Liabum ferreyrae H.Rob.
- Liabum floribundum Less.
- Liabum grandiflorum Less.
- Liabum igniarium Less.
- Liabum kingii H.Rob.
- Liabum macbridei H.Rob.
- Liabum melastomoides Less.
- Liabum nigropilosum Hieron.
- Liabum nudicaule H.Rob.
- Liabum oblanceolatum Urb. & Ekman
- Liabum ovatifolium Urb.
- Liabum poiteaui Urb.
- Liabum polycephalum Urb. & Ekman
- Liabum robinsonii D.G.Gut. & Katinas
- Liabum saloyense Domke
- Liabum sandemanii H.Rob.
- Liabum saundersii H.Rob.
- Liabum selleanum Urb.
- Liabum solidagineum Less.
- Liabum steinbachii H.Rob.
- Liabum stipulatum Rusby
- Liabum subacaule Rydb.
- Liabum trianae H.Rob.
- Liabum umbellatum Sch.Bip.
- Liabum vargasii H.Rob.
- Liabum wrightii Griseb.